# Ribeiroclinus
Ribeiroclinus is een monotypisch geslacht van straalvinnige vissen uit de familie van beschubde slijmvissen (Clinidae).

## Soort
- Ribeiroclinus eigenmanni (Jordan, 1888)